# 山形県立酒田西高等学校
山形県立酒田西高等学校（やまがたけんりつさかたにしこうとうがっこう、Yamagata Prefectural Sakata West Senior High School）は、山形県酒田市にある県立の高等学校。

## 概要
歴史
1898年（明治31年）創立の「酒田町立高等女学校」を前身とする。1948年（昭和23年）の学制改革により、新制高等学校となった。現校名となったのは1952年（昭和27年）。2013年（平成25年）に創立115周年を迎えた。
山形県内の公立高等学校は男女別学の定義はなされていなかったが、高等女学校を前身とする高等学校は実質女子校であるものが多く、酒田西高等学校も例外ではなかった。しかし酒田市内の高校の普通科で男子が入学できる公立高校が酒田東高校と酒田北高 の2校に限られており、受験生の父母から酒田西高校の男子入学開放を求める動きが活発になり、1991年（平成3年）に男子の入学が事実上始まった。なお1991年（平成3年）の男子の入学者は3名であった。

設置課程・学科
全日制課程 普通科 （進学型単位制）
- 総合選択制 が取り入れられている。
- 2年次に文系と理系に分かれる。
- 3年次に文系は文型・英語・芸術の3コースに分かれる。理系は理型コースとなる。
- 月・水・木・金曜日には55分×6時間授業、火曜日には50分×7時間授業を行っている。1時限は午前8:30に開始する。

定時制課程 普通科（単位制）
- 2012年（平成24年）に旧・山形県立酒田商業高等学校より移管された。
- 校舎は酒田西高等学校の旧校舎を使用しているため、全日制課程との共用ではない。（所在地:〒998-0062 山形県酒田市北新町一丁目1番57号, 北緯38度55分23.5秒 東経139度49分58.8秒）
- 45分×4時間授業を行っている。昼間定時制である。
- 修業年限は基本的に4年であるが、他校通信制課程との併修や高等学校卒業程度認定試験の活用により3年での卒業が可能。
- 普通科ではあるが、工業と商業に関する科目も選択して学習できるようになっている。

校訓
「裕かに・聡く・逞しく」
同窓会
「有煒同窓会」と称している。

## 沿革
高等女学校時代
- 1898年（明治31年）
  - 3月 - 「酒田町立高等女学校」として設置が認可される。
  - 5月 - 酒田町立高等女学校が開校。現在の寿町に校地を設置する。

- 1902年（明治35年）
  - 4月1日 - 山形県へ移管され、「山形県立酒田高等女学校」に改称。
  - 6月 - 新校舎が完成し、移転を完了（現在の北新町）。

- 1904年（明治37年）11月 - 有煒同窓会が発足。
- 1906年（明治39年）2月 - 校歌を制定。
- 1909年（明治42年）4月 - 小学校教員養成所を付設。
- 1915年（大正4年）11月 - 天皇の即位を記念して同窓会館が完成。
- 1925年（大正14年）10月 - 同窓会館と文庫を焼失。
- 1929年（昭和4年）5月 - 天皇の御大礼を記念して同窓会館が完成（復旧）。
- 1934年（昭和9年）3月 - 保護者会を設立。
- 1946年（昭和21年）4月 - 修業年限が5年（現在の中1から高2に相当）となる（ただし4年修了時点で卒業することができた）。
- 1947年（昭和22年）
  - 4月1日 - 学制改革（六・三制の実施）が行われる。
    - 高等女学校の生徒募集を停止。
    - 新制中学校を併設し（以下・併設中学校）、高等女学校1・2年修了者を新制中学校2・3年生として収容。
    - 併設中学校は経過措置としてあくまで暫定的に設置されたため、新たに生徒募集は行われず、在校生が2・3年生のみの中学校であった。
    - 高等女学校の3・4年生はそのまま在籍し4・5年生となった（ただし4年修了時点で卒業することもできた）。

  - 11月 - 保護者会を解散し、父母教師会（PTA）を創設。

新制高等学校
- 1948年（昭和23年）4月1日 - 学制改革（六・三・三制の実施）により高等女学校が廃止され、新制高等学校「山形県立酒田第三高等学校」（女子校）が発足。 
  - 通常制普通課程（現・全日制課程普通科）を設置し、修業年限を3年とする。
  - 高等女学校卒業者（5年修了者）を新制高校3年生、高等女学校4年修了者を新制高校2年生、併設中学校卒業者（3年修了者）を新制高校1年生として収容。
  - 併設中学校を継承し、在校生が1946年（昭和21年）に高等女学校へ最後に入学した3年生のみとなる。

- 1949年（昭和24年）3月31日 - 併設中学校を廃止。これにより旧制5年から新制3年への修業年限の移行が完了。
- 1950年（昭和25年）3月31日 - 高校三原則に基づく公立高校の統合再編が行われる。
  - 旧制中学校を前身とする山形県立酒田第一高等学校（男子校）と統合の上、「山形県立酒田高等学校」が発足。
  - 旧・酒田第一高校（男子）の校舎を「東校舎」、旧・酒田第三高校（女子）の校舎を「西校舎」とする。
  - 形式的に男女共学を開始。

- 1952年（昭和27年）3月31日 - 統合を分離し、「山形県立酒田西高等学校」（現校名）に改称。東校舎は「山形県立酒田東高等学校」となる。
- 1953年（昭和28年）4月1日 - 家庭課程を設置。
- 1968年（昭和43年）7月 - インターハイ陸上競技200mで優勝。
- 1970年（昭和45年）
  - 1月 - 理化クラブが「月山火山の地学的研究」で総理大臣賞を受賞。
  - 10月 - 第1回湯野浜強歩を実施。
  - 12月 - アジア大会陸上競技走り幅跳びで銅メダルを、400mリレーで金メダルを獲得。

- 1971年（昭和46年）9月 - 全日本女子陸上競技400mリレーで金メダルを獲得。
- 1974年（昭和49年）
  - 7月 - 体育館が完成。
  - 8月 - インターハイ弓道競技（個人の部）で優勝。

- 1979年（昭和54年）4月 - 3年生にコース制を導入。
- 1986年（昭和61年）8月 - 酒西米壽（創立88周年記念）を祝す大音楽会を開催。
- 1991年（平成3年）4月1日 - 男子生徒が3名入学し、男女共学となる。
- 1992年（平成4年）8月 - ボート競技（シングルスカル）、インターハイ・べにばな国体の両方で優勝。
- 1996年（平成8年）4月1日 - この時の入学生より総合選択制カリキュラムを導入。2年次から6コース（文Ⅰ・理Ⅰ・文Ⅱ・理Ⅱ・英語・音楽）とする。
- 1997年（平成9年）8月 - 創立100周年を記念して新校歌、新校章（現在のもの）を制定。
- 1998年（平成10年）
  - 3月 - 新校舎が完成し、現在地に移転を完了。校旗を新調。英語コースの海外研修を開始。
  - 9月 - 創立100周年を記念してモニュメント（テーマ:「旅 それぞれの道」）が完成。
  - 10月 - 創立100周年記念式典を挙行。

- 1999年（平成11年）
  - 3月 - セミナーハウス有会館（研修施設）が完成。
  - 5月 - 教育後援会が設立される。

- 2002年（平成14年）4月1日 - 2学期制と55分授業を導入。
- 2004年（平成16年）
  - 4月1日 - 進学型単位制を導入。2年次から4コース（文型・理型・英語・音楽）とする。
  - 8月 - インターハイ弓道競技（個人の部）で優勝。

- 2007年（平成19年）4月1日 - この時の新入生からカリキュラムを変更し、コースの改編を実施。
  - 2年次で文系・理系、3年次から4コース（文型・理型・英語・芸術）とする。

- 2012年（平成24年）4月1日 - 山形県立酒田商業高等学校の閉校に伴い、定時制課程普通科が移管される。
  - 校舎は酒田西高等学校の旧校舎を改修して使用されることとなった。

- 2018年（平成30年）4月1日 - 定時制課程が夜間制から昼間制に移行される。

## 行事
全日制課程
2学期制
- 前期
  - 4月 - 入学式・対面式・部紹介
  - 5月 - スポーツテスト・地区高校総体・生徒総会・創立記念式
  - 6月 - 山形県高校総体・芸術鑑賞・前期中間考査
  - 7月 - 西高祭・体育祭（隔年開催）
  - 8月 - クラスマッチ（球技大会）
  - 9月 - 運動部地区高校新人大会・前期期末考査

- 後期
  - 10月 - 山形県高総文祭・生徒総会
  - 11月 - 2年修学旅行
  - 12月 - 後期中間考査
  - 1月 - 大学入試センター試験・読書会
  - 2月 - 表彰式
  - 3月 - 卒業式・後期期末考査・修了式

## 部活動
全日制課程
運動系
- 陸上競技部
- バスケットボール部
- バレーボール部
- ソフトテニス部
- テニス（硬式）部
- ソフトボール部
- 卓球部
- 弓道部
- 剣道部
- 山岳部
- ボート部
- 水泳部
- サッカー部
- 野球部

文化系
- 文芸部
- 演劇部
- 英語部
- 生物部
- 音楽部
- 美術部
- 書道部
- 茶道部
- 写真部
- 囲碁将棋部
- 生活研究部
- JRC部（Junior Red Cross）

定時制課程
運動系
- 陸上部
- バドミントン部
- 卓球部

文化系
- 写真部
- 美術部
- 書道部

## 著名な出身者
卒業生
- 池田章子 - ブルドックソース社長
- 十時じゅん - 元女優
- 伊藤紘平 - プロサッカー選手
- Bりょう（元ゴヤ） - お笑い芸人

教職員
- 松平穆堂 - 書家、鶴岡書道会主宰

## 交通アクセス
- JR東日本 羽越本線 「酒田駅」より徒歩27分